# Bitwy pod Kiesią
Bitwy pod Kiesią – seria starć zbrojnych mających na celu utrzymanie kontroli nad ufortyfikowanym miastem Kieś (Wenden, Cēsis, Võnnu), stoczonych podczas Wojen Inflanckich w latach 1577-1578. Magnus Inflancki obległ miasto w sierpniu 1577 roku, ale został zmuszony do odstąpienia przez wojska rosyjskie cara Iwana Groźnego, które zdobyły Kieś dla siebie, usadawiając się w samym sercu Inflant. Wojska polskie odebrały twierdzę w listopadzie, a w lutym 1578 roku odparły zwycięsko kontratak rosyjski. W październiku tego roku Rosjanie ponownie oblegli miasto, ale zostali rozbici przez znacznie mniej liczne siły polsko-szwedzkie. Był to punkt zwrotny wojen inflanckich, bowiem od tej pory inicjatywa znalazła się po stronie Królestwa Szwecji i Rzeczypospolitej Obojga Narodów.

## 1577

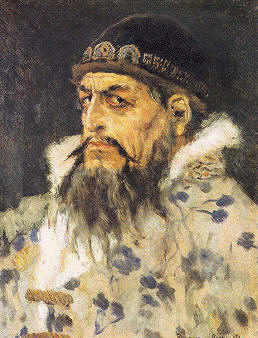
Iwan IV Groźny

Latem roku 1577 Magnus Inflancki obległ Kieś. Nieco wcześniej (ale w tym samym roku) Magnus zdradził Iwana Groźnego, swego dotychczasowego protektora i podjął potajemne rokowania z królem Stefanem Batorym. Dowodzona przez samego cara armia rosyjska zjawiła się pod murami Kiesi pod koniec sierpnia. Iwan Groźny kazał aresztować Magnusa, zdobył miasto i zaczął szturmować zamek. Ostatni obrońcy – około 300 mężczyzn, kobiet i dzieci – którym car obiecał okrutną zemstę, schronili się w głównej wieży zamku, będącej magazynem prochu, gdzie popełnili zbiorowe samobójstwo wysadzając wieżę w powietrze. Tak więc Kieś dostała się w ręce carskie we wrześniu i natychmiast uczyniono z miasta stolicę pięciu nowo powstałych jednostek administracyjnych „Rosyjskich Inflant”.
Zdobycie Kiesi miało dla Iwana Groźnego symboliczne znaczenie. Jego przeciwnicy w wojnach inflanckich byli – zdawało się – na straconych pozycjach: Jan III Waza posiadał jedynie Rewel, Stefan Batory trzymał jeszcze tylko Rygę, a Fryderyk II Oldenburg wyspę Øsel (Ösel, Sarema). Magnus został wprawdzie przez Iwana Groźnego uwolniony, ale musiał zrzec się korony i w roku 1578 osiadł w Piltyniu w Kurlandii. Iwan IV panował więc nad niemal całymi Inflantami i Estonią, a jego interesów pilnował 22-tysięczny korpus ekspedycyjny.

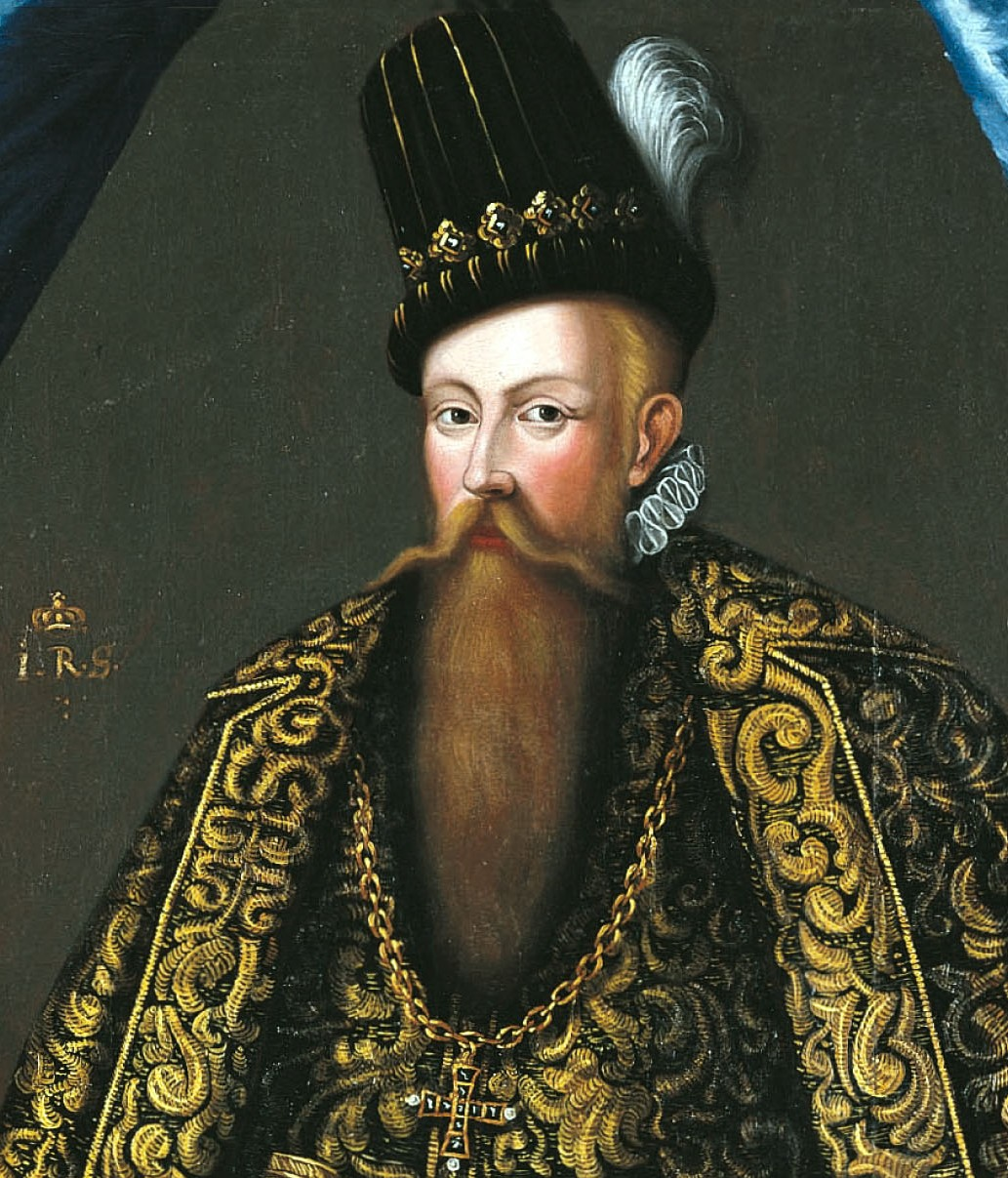
Jan III Waza

## Początki roku 1578
Stefan Batory i Jan III zawarli sojusz skierowany przeciwko Iwanowi Groźnemu w grudniu 1577 roku, kiedy tylko Stefan zakończył niepomyślną wojnę z Gdańskiem. Jednak zanim jeszcze do tego doszło, w listopadzie hetman wielki litewski Mikołaj Radziwiłł Rudy rozpoczął działania zaczepne od południa i rychło zdobył Dyneburg (Daugavpils). Wojska polsko-szwedzkie odbiły miasto i zamek w Kiesi w styczniu 1578. Rosjanie próbowali odebrać miasto w lutym, ale nie udało im się to.
Następstwem tych działań była błyskawiczna ofensywa szwedzka, której celem były miasta Leal (Lihula), Lode (Koluvere), Hapsal (Haapsalu), Parnawa (Pärnu), Dorpat (Tartu) i Nowogród Wielki. We wrześniu Iwan Groźny wysłał do Inflant 18-tysięczną armię, która odebrała Szwedom Oberpahlen (Põltsamaa), a następnie ruszyła na Kieś.

## Październik 1578

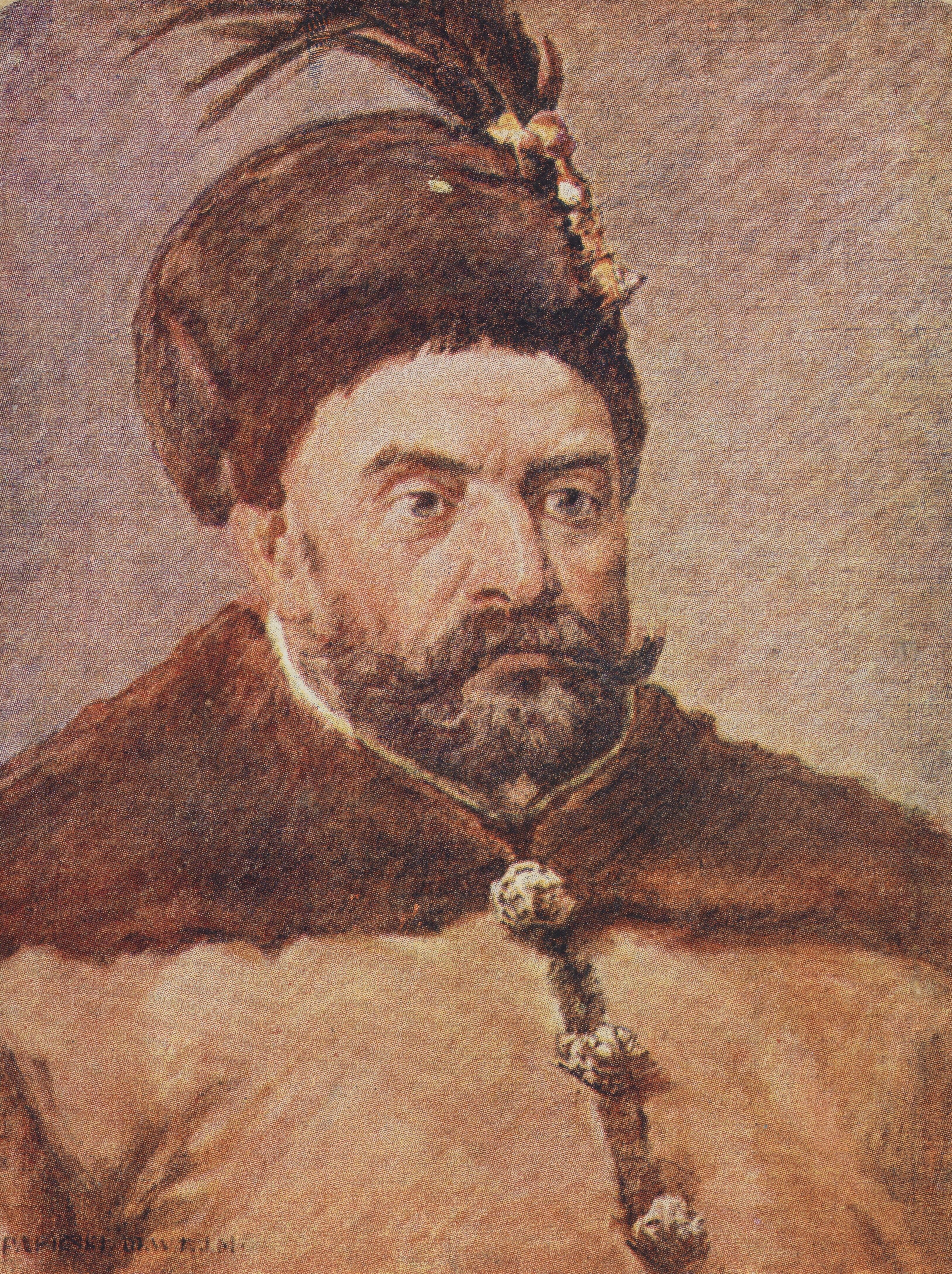
Stefan Batory

Po przybyciu pod Kieś armia rosyjska rozpoczęła oblężenie. Korpus posiłkowy sprzymierzonych, dowodzony przez Andrzeja Sapiehę, a składający się z 5500 lub 6000 pruskich, polskich i szwedzkich wojsk, starł się z Rosjanami 21 października. Dowódcy rosyjscy popełnili błąd, wysyłając przeciwko nadciągającym siłom sprzymierzonych samą tylko kawalerię, która została we wstępnym boju rozbita przez polską husarię i szwedzką rajtarię i rzuciła się do ucieczki. Teraz przyszła kolej na piechotę rosyjską, wciąż zajętą obleganiem miasta. Po krótkiej walce została rozgromiona, tracąc wielu zabitych i tysiące wziętych do niewoli. Wśród jeńców znalazło się kilku znacznych rangą bojarów. W ręce zwycięzców wpadło ponad dwadzieścia dział i znaczna liczba koni, co jakoby pozwoliło całej szwedzkiej piechocie wrócić do Rewla konno.
Bitwa ta była o tyle niezwykła, że w czasie trwania wojen inflanckich doszło do zaledwie kilku starć w otwartym polu. Zazwyczaj jedna ze stron zajmowała pozycje obronne w murach twierdzy, podczas gdy druga podejmowała oblężenie z nadzieją zdobycia zamku. Było to o tyle dziwne, że średniowieczne zamki inflanckie w końcu XVI wieku nie były już fortecami nie do zdobycia i wpadały w ręce napastników po krótkim zazwyczaj oblężeniu. Trzeba również nadmienić, że walki o Kieś były jednym z nielicznych przypadków sojuszu polsko-szwedzkiego. Przymierze to wkrótce rozpadło się i przez kilkadziesiąt następnych lat oba kraje prowadziły wyniszczające wojny, których kulminacją miał być potop szwedzki.

## Skutki i upamiętnienie
Zwycięstwo sprzymierzonych było punktem zwrotnym wojnach inflanckich. Car Iwan Groźny poniósł tu pierwszą zdecydowaną porażkę, po której wkrótce przyszły inne, co ostatecznie zmusiło go do przyjęcia ciężkich warunków traktatów zawartych w Jamie Zapolskim ze Stefanem Batorym i nad Pliusą z Janem III Wazą.
Uczestnik bitwy Andrzej Sapieha napisał wiersz Sława na szczęśliwe zwycięstwo księcia Michała Radziwiłła z 24 000 pod Kiesią, d. 21 października 1578 (1588).